# Campionati mondiali di sollevamento pesi 2023 - 73 kg maschile
Le gare di sollevamento pesi della categoria fino a 73 kg maschile — pesi leggeri — dei campionati mondiali del 2023 si sono svolte dall'8 al 9 settembre 2023 a Riad presso la Green Hall del Prince Faisal bin Fahad Olympic Complex.

## Programma
L'orario indicato corrisponde a quello saudita (UTC+03:00)
| Data             | Orario | Evento   |
| ---------------- | ------ | -------- |
| 8 settembre 2023 | 14:00  | Gruppo D |
| 9 settembre 2023 | 11:30  | Gruppo C |
| 9 settembre 2023 | 16:30  | Gruppo B |
| 9 settembre 2023 | 19:00  | Gruppo A |

## Medagliati
Per ciascun esercizio, i primi tre classificati sono i seguenti:
| Esercizio | Oro               | Oro    | Argento           | Argento | Bronzo                | Bronzo |
| --------- | ----------------- | ------ | ----------------- | ------- | --------------------- | ------ |
| Strappo   | Wei Yinting       | 157 kg | Weeraphon Wichuma | 154 kg  | Ritvars Suharevs      | 154 kg |
| Slancio   | Weeraphon Wichuma | 195 kg | Bak Joo-hyo       | 187 kg  | Muhammed Furkan Özbek | 187 kg |
| Totale    | Weeraphon Wichuma | 349 kg | Wei Yinting       | 337 kg  | Muhammed Furkan Özbek | 334 kg |

## Record
Prima di questa competizione, i record mondiali esistenti erano i seguenti:
| Record mondiale | Strappo | Shi Zhiyong           | 169 kg | Tashkent, Uzbekistan | 20 aprile 2021  |
| Record mondiale | Slancio | Rahmat Erwin Abdullah | 200 kg | Bogotà, Colombia     | 9 dicembre 2022 |
| Record mondiale | Totale  | Shi Zhiyong           | 364 kg | Tokyo, Giappone      | 28 luglio 2021  |

## Risultati
| Pos. | Atleta                             | Gr. | Peso atleta | Strappo (kg) | Strappo (kg) | Strappo (kg) | Strappo (kg) | Slancio (kg) | Slancio (kg) | Slancio (kg) | Slancio (kg) | Totale   |
| Pos. | Atleta                             | Gr. | Peso atleta | 1            | 2            | 3            | Pos.         | 1            | 2            | 3            | Pos.         | Totale   |
| ---- | ---------------------------------- | --- | ----------- | ------------ | ------------ | ------------ | ------------ | ------------ | ------------ | ------------ | ------------ | -------- |
|      | Weeraphon Wichuma (THA)            | C   | 72.91       | 145          | 150          | 154          |              | 190          | 190          | 195          |              | 349      |
|      | Wei Yinting (CHN)                  | A   | 73.00       | 155          | 155          | 157          |              | 180          | 180          | 180          | 9            | 337      |
|      | Muhammed Furkan Özbek (TUR)        | A   | 72.54       | 143          | 146          | 147          | 11           | 185          | 187          | 191          |              | 334      |
| 4    | Julio Mayora (VEN)                 | A   | 72.83       | 147          | 150          | 150          | 7            | 183          | 187          | 187          | 6            | 333      |
| 5    | David Sánchez (ESP)                | D   | 73.00       | 145          | 145          | 148          | 8            | 184          | 188          | 188          | 5            | 332      |
| 6    | Karem Ben Hnia (TUN)               | A   | 72.86       | 146          | 146          | 149          | 13           | 180          | 186          | 188          | 4            | 332      |
| 7    | Tojonirina Andriantsitohaina (MAD) | D   | 72.78       | 146          | 151          | 153          | 4            | 178          | 182          | 182          | 11           | 331      |
| 8    | Masanori Miyamoto (JPN)            | A   | 72.99       | 147          | 147          | 151          | 10           | 178          | 183          | 188          | 7            | 330      |
| 9    | Bak Joo-hyo (KOR)                  | A   | 72.85       | 143          | 143          | 147          | 17           | 180          | 187          | 192          |              | 330      |
| 10   | Ryan Grimsland (USA)               | B   | 73.00       | 140          | 145          | 148          | 14           | 181          | 188          | 188          | 8            | 326      |
| 11   | Luis Javier Mosquera (COL)         | B   | 72.94       | 145          | 150          | 150          | 6            | 175          | 175          | 175          | 14           | 325      |
| 12   | Roberto Gutu (DEU)                 | C   | 73.00       | 144          | 148          | 151          | 5            | 168          | 173          | 178          | 16           | 324      |
| 13   | Bernardin Matam (FRA)              | C   | 73.00       | 133          | 136          | 139          | 22           | 172          | 176          | 179          | 10           | 318      |
| 14   | Samir Fardjallah (DZA)             | B   | 73.00       | 140          | 146          | 148          | 12           | 171          | 171          | 176          | 19           | 317      |
| 15   | Jorge Cárdenas (MEX)               | C   | 73.00       | 140          | 145          | 145          | 19           | 170          | 175          | 180          | 13           | 315      |
| 16   | Ajith Narayan (IND)                | C   | 73.00       | 136          | 136          | 140          | 21           | 164          | 169          | 172          | 18           | 312      |
| 17   | Ismail Jamali (ESP)                | D   | 73.00       | 138          | 143          | 147          | 16           | 167          | 167          | 167          | 23           | 310      |
| 18   | Edidiong Umoafia (NGR)             | D   | 71.72       | 140          | 140          | 140          | 18           | 160          | 170          | 177          | 21           | 310      |
| 19   | Caden Cahoy (USA)                  | C   | 72.81       | 133          | 137          | 141          | 23           | 173          | 173          | 173          | 17           | 310      |
| 20   | Sergio Cares (CHI)                 | C   | 72.38       | 128          | 132          | 135          | 24           | 158          | 163          | 166          | 25           | 301      |
| 21   | Abdulrahman Al-Beladi (KSA)        | C   | 72.45       | 125          | 125          | 129          | 29           | 160          | 167          | 173          | 24           | 296      |
| 22   | Jonathan Chin (GBR)                | D   | 73.00       | 125          | 129          | 130          | 30           | 162          | 167          | 170          | 22           | 292      |
| 23   | Ahsaan Shabi (LBA)                 | D   | 72.95       | 130          | 130          | 136          | 27           | 155          | 160          | —            | 27           | 290      |
| 24   | Jorge Hernández (HND)              | D   | 73.00       | 120          | 125          | 131          | 31           | 155          | 161          | 161          | 26           | 286      |
| 25   | Achinta Sheuli (IND)               | D   | 72.79       | 130          | 130          | 130          | 28           | 150          | 155          | 160          | 29           | 285      |
| 26   | Manuila Raobu (TUV)                | D   | 69.20       | 120          | 125          | 125          | 32           | 145          | 150          | 155          | 30           | 275      |
| 27   | Rafael Candeias (PRT)              | D   | 71.59       | 109          | 115          | 120          | 33           | 133          | 139          | 145          | 31           | 260      |
| 28   | Zubair Nazari (AFG)                | D   | 72.32       | 100          | 105          | 110          | 34           | 125          | 130          | 135          | 32           | 240      |
| 29   | Geoffrey Otieno Oduor (KEN)        | D   | 72.83       | 90           | 95           | 101          | 35           | 120          | 120          | 125          | 33           | 220      |
| —    | Mitsunori Konnai (JPN)             | A   | 73.00       | 145          | 145          | 145          | —            | 175          | 181          | 187          | 15           | —        |
| —    | Ritvars Suharevs (LVA)             | A   | 73.00       | 150          | 154          | 156          |              | 178          | 178          | 181          | —            | —        |
| —    | Yusuf Fehmi Genç (TUR)             | A   | 71.07       | 145          | 148          | 150          | 9            | 185          | 186          | 187          | —            | —        |
| —    | Suttipong Jeeram (THA)             | A   | 72.90       | 145          | 150          | 151          | 15           | 180          | 180          | 180          | —            | —        |
| —    | Bektimur Reýimow (TKM)             | B   | 72.87       | 143          | 145          | 145          | —            | 170          | 170          | 171          | 20           | —        |
| —    | Max Lang (DEU)                     | B   | 72.98       | 145          | 146          | 146          | —            | 176          | 176          | —            | 12           | —        |
| —    | Piotr Kudłaszyk (POL)              | B   | 73.00       | 135          | 137          | 137          | 25           | 175          | 175          | 175          | —            | —        |
| —    | Julio Cedeño (DOM)                 | C   | 72.99       | 136          | 140          | 143          | 20           | 166          | 166          | 166          | —            | —        |
| —    | Nicolas Vachon (CAN)               | C   | 72.95       | 133          | 137          | 137          | 26           | 172          | 172          | 172          | —            | —        |
| —    | Omar Javadov (AZE)                 | C   | 72.90       | 145          | 145          | 145          | —            | —            | —            | —            | —            | —        |
| —    | Indika Dissanayake (SRI)           | D   | 73.00       | 130          | 130          | 130          | —            | 155          | 160          | 161          | 28           | —        |
| —    | Mirko Zanni (ITA)                  | A   | 70.66       | —            | —            | —            | —            | —            | —            | —            | —            | —        |
| —    | Rizki Juniansyah (INA)             | B   | 72.83       | —            | —            | —            | —            | —            | —            | —            | —            | —        |
| —    | Jair Reyes (ECU)                   | B   | 70.99       | —            | —            | —            | —            | —            | —            | —            | —            | —        |
| —    | Jon-Antohein Phillips (RSA)        | D   | ritirato    | ritirato     | ritirato     | ritirato     | ritirato     | ritirato     | ritirato     | ritirato     | ritirato     | ritirato |